# مسجد جامع جاجرم
مسجد جامع جاجرم مربوط به سدهٔ ۴ ه.ق است و در جاجرم، داخل شهر واقع شده و این اثر در تاریخ ۳ بهمن ۱۳۵۶ با شمارهٔ ثبت ۱۵۸۰ به‌عنوان یکی از آثار ملی ایران به ثبت رسیده است.